# Maria Wern – En orättvis rättvisa
Maria Wern – En orättvis rättvisa är en svensk kriminalfilm från 2021. Filmen är regisserad av Lisa Ohlin, producerad av Johanna Wennerberg och skriven av Inger Scharis och Jimmy Lindgren. Den är baserad på Anna Janssons romaner och ingår i den åttonde säsongen om kriminalinspektören Maria Wern. Filmen är uppdelad i två delar och hade premiär på C More den 26 april 2021.

## Rollista
- Eva Röse – Maria Wern
- Allan Svensson – Hartman
- Erik Johansson – Sebastian
- Peter Perski – Arvidsson
- Lola Zackow – Sasha
- Oscar Pettersson – Emil Wern
- Sigrid Johnson – Linda Wern
- Samuel Astor – Oscar
- Thérèse Brunnander – Kristina
- Tuva Jagell – Elsa
- Carina Lidbom – Anna
- Adrian Macéus – Albin
- Sylvia Rauan – Jeanette
- Edvin Ryding – Elliot
- Victor von Schirach – Tommy
- Fredrik Wagner – Korhonen